# I've All I Need
I've All I Need è un singolo del cantautore britannico Liam Gallagher, pubblicato il 25 maggio 2018 come quinto estratto dal primo album in studio As You Were.

## Genesi
In un'intervista rilasciata all'amico Clint Boon degli Inspiral Carpets per la radio XS Manchester, Gallagher ebbe a dire:

## Video musicale
Il videoclip del brano, diretto da Charlie Lightening, contiene frammenti dell'esibizione dell'artista al Festival di Glastonbury (giugno 2017) e alla parte giapponese della sua tournée. Mostra anche alcune scene della registrazione del disco da solista di Gallagher. Tra gli ospiti della clip ci sono anche David Beckham, Stormzy e Dave Grohl e Taylor Hawkins dei Foo Fighters. Il video rende omaggio alle vittime della strage di Manchester del 2017. Si legge, infatti, la scritta "I Love MCR" ("Amo MCR", sigla che sta per Manchester), impressa su un cartellone della città. Liam Gallagher partecipò al concerto One Love Manchester, organizzato il 4 giugno 2017 da Ariana Grande per ricordare le vittime dell'attentato terroristico.